# Bukowina Miejska
Bukowina Miejska (1103 m) – mało wybitny szczyt w Gorcach położony w grzbiecie odbiegającym na południowy zachód od Turbacza. Północne zbocza Bukowiny Miejskiej opadają do doliny potoku Lepietnica, południowe do doliny Wielkiego Kowańca. W odległości około 700 m na południowy zachód na grzbiecie znajduje się drugi, również mało wybitny szczyt Miejski Wierch.
Nazwa szczytu występuje już w dokumencie z 1790 roku. W literaturze czasami nazywany był Bukowiną pod Turbaczem. Na jej grzbiecie rosną odroślowe buki. Grzbietem od szczytu Bukowiny Miejskiej i na stoku opadającym do doliny Lepietnicy na wschód ciągnie się polana Bukowina. Prowadzi nią szlak turystyczny na Turbacz.
Bukowina Miejska znajduje się poza obszarem Gorczańskiego Parku Narodowego. Biegnie przez nią granica między miastem Nowy Targ (stoki południowe) i wsią Obidowa (stoki północne) w województwie małopolskim, w powiecie nowotarskim, w gminie Nowy Targ.

## Szlak turystyczny
Kowaniec (Nowy Targ) – Dziubasówki – Wszołowa – Miejski Wierch – Bukowina Miejska – polana Bukowina – Rosnakowa – Świderowa – Długie Młaki – Turbacz. Odległość 6,3 km, suma podejść 550 m, suma zejść 50 m, czas przejścia 2 godz. 35 min, z powrotem 1 godz. 45 min.